# نيوسبيك
نيوسبيك هي لغة خيالية وردت في رواية 1984 التي كتبها جورج أورويل. هذه لغة سيطرة اخترعتها دولة أوقيانيا المكونة من 84 أمة كأداة للحد من حرية الفكر والمفاهيم التي تهدد النظام كحرية الإرادة وحرية التعبير عن الذات والفرد والسلام. أي شكل من أشكال التفكير المخالفة للفكر الذي يسعى الحزب لنشره.
وصفت لغة نيوسبيك في الفصول 4 و5 من الرواية وفي ملحق الكتاب أيضاً. تتبع هذه اللغة نفس قواعد اللغة الإنجليزية لكن بمحدوديات كثيرة، وتعمل باستمرار على تحويل المفردات، ويتم التخلص من الترادفات أو المتناقضات وأي مفاهيم لغوية غير مرغوب بها. كان الهدف هو جعل كل المواطنين من الطبقة العاملة في أوقيانيا يتحدثون هذه اللغة بحلول عام 2050. في حين تبقى اللغة الحالية (أولدسبيك وهي الإنجليزية الحالية) شائعة الاستخدام مع نيوسبيك في المحادثات.
استلهم أورويل فكرة اختراع لغة نيوسبيك من لغة مصطنعة وهي لغة إنجليزية مبسطة روّج لها في الفترة 1942-1944 قبل أن يرفضها بشكلٍ قاطع في أطروحته «السياسات واللغة الإنجليزية»
في هذه المقالة، يبدي أورويل أسفه لوضع اللغة الإنجليزية السيء في عصره، مستشهداً بالاستعارات والإلقاءات والخطب الطنانة والكلمات التي لا معنى لها والتي رأى أنها كانت تشجع فكراً واستدلالاً غير واضحين. في نهاية المقالة يقول أورويل «قلت مسبقاً أنحطاط لغتنا قد يكون قابلاً للشفاء. أولئك الذين ينكرون هذا سيجادلون، إذا ما كانت لديهم حجة، أن اللغة تعكس حالة الظروف الاجتماعية القائمة، وإننا لا يمكن أن نؤثر في تطويرها بأي طريق مباشرة بالكلمات والإنشاءات».